# Cantonul Les Ulis
Cantonul Les Ulis este un canton din arondismentul Palaiseau, departamentul Essonne, regiunea Île-de-France, Franța.

## Comune
| Comune   | Populație (1999) | Cod poștal | Cod INSEE   |
| -------- | ---------------- | ---------- | ----------- |
| Les Ulis | 24.792 hab.      | 91940      | 91 3 43 692 |